# 龙溪镇 (平顺县)
龙溪镇，是中华人民共和国山西省长治市平顺县下辖的一个乡镇级行政单位。

## 行政区划
龙溪镇下辖以下地区：
龙镇村、南脑村、白家庄村、新城村、底河村、杨威村、寺南凹村、淙上村、佛堂岭村、南坡村、东彰村、井泉村和消军岭村。